# Liste der Kulturdenkmale in Berlin-Stadtrandsiedlung Malchow

Lage von Stadtrandsiedlung Malchow in Berlin

In der Liste der Kulturdenkmale von Stadtrandsiedlung Malchow wird das Standrohr des Rieselfeldes Malchow, das einzige Kulturdenkmal des Berliner Ortsteils Stadtrandsiedlung Malchow im Bezirk Pankow charakterisiert.

## Baudenkmale
| Nr.      | Lage                                                                     | Offizielle Bezeichnung             | Beschreibung | Bild |
| -------- | ------------------------------------------------------------------------ | ---------------------------------- | ------------ | ---- |
| 09085376 | Am Graben 35 (KGA Märchenland, Parzelle 602) Schneewittchenweg 17 (Lage) | Standrohr des Rieselfeldes Malchow | 1881         |      |